# Сліппері-Рок Тауншип (округ Батлер, Пенсільванія)
Сліппері-Рок Тауншип (англ. Slippery Rock Township) — селище (англ. township) в США, в окрузі Батлер штату Пенсільванія. Населення — 6806 осіб (2020).

## Демографія
Згідно з переписом 2010 року, у селищі мешкало 5614 осіб у 1512 домогосподарствах у складі 774 родин. Було 1654 помешкання
Расовий склад населення:
| - 94,4 % — білих - 3,2 % — чорних або афроамериканців - 0,9 % — азіатів - 0,1 % — вихідців з тихоокеанських островів - 0,1 % — корінних американців |

До двох чи більше рас належало 1,1 %. Частка іспаномовних становила 1,2 % від усіх жителів.
За віковим діапазоном населення розподілялося таким чином: 10,6 % — особи молодші 18 років, 82,6 % — особи у віці 18—64 років, 6,8 % — особи у віці 65 років та старші. Медіана віку мешканця становила 21,4 року. На 100 осіб жіночої статі у селищі припадало 88,0 чоловіків;  на 100 жінок у віці від 18 років та старших — 84,0 чоловіків також старших 18 років.
Середній дохід на одне домашнє господарство  становив 59 524 долари США (медіана — 35 676), а середній дохід на одну сім'ю — 90 371 долар (медіана — 71 810). Медіана доходів становила 41 800 доларів для чоловіків та 32 969 доларів для жінок. За межею бідності перебувало 32,9 % осіб, у тому числі 6,8 % дітей у віці до 18 років та 5,8 % осіб у віці 65 років та старших.
Цивільне працевлаштоване населення становило 2977 осіб. Основні галузі зайнятості: освіта, охорона здоров'я та соціальна допомога — 27,8 %, роздрібна торгівля — 23,3 %, мистецтво, розваги та відпочинок — 20,7 %.